# Aldeatejada
Aldeatejada és un municipi de la província de Salamanca a la comunitat autònoma de Castella i Lleó. Limita al Nord amb Salamanca, a l'Est amb Arapiles, al Sud amb Miranda de Azán, Mozárbez i San Pedro de Rozados i a l'Oest amb Barbadillo i Carrascal de Barregas.

## Demografia
| 1991 | 1996 | 2001 | 2004 |
| ---- | ---- | ---- | ---- |
| 520  | 588  | 696  | 800  |